# Real
Uppslagsordet ”R$” leder hit, men kan också avse rhodesisk dollar; för den senare, se zimbabwisk dollar
Real (R$ - Real) är den valuta som används i Brasilien i Sydamerika. Valutakoden är BRL. 1 Real = 100 centavos.
Valutan infördes 1994 och ersatte den tidigare Brasiliansk cruzeiro som infördes 1942 som i sin tur ersatte den gamla Real som infördes redan år 1690. Vid det senaste bytet var omvandlingen 1 Real = 1 000 Cruzeiros. På portugisiska är pluralformen av real reais.

## Användning
Valutan ges ut av Banco Central do Brasil - BCB som grundades 1964 och har huvudkontoret i Brasília.

## Valörer
- mynt: 1 Real
- underenhet: 1, 5, 10, 25 och 50 centavos
- sedlar: 1, 2, 5, 10, 20, 50, 100 och 200 BRL